# Monarda oryx
Monarda oryx är en fjärilsart som beskrevs av Druce 1896. Monarda oryx ingår i släktet Monarda och familjen svärmare. Inga underarter finns listade i Catalogue of Life.